# Фуосс, Раймонд Метью
Раймонд Метью Фуосс (англ. Raymond Matthew Fuoss; 28 сентября 1905 — 1 декабря 1987) — американский физикохимик.
Внёс большой вклад в развитие химии и физики. Исследовал электрическую проводимость растворов электролитов в полярных и неполярных растворителях, представил своё уравнение проводимости в форме, доступной для экспериментаторов, изучал электрические свойства полярных полимеров, объяснил гидродинамику и электростатику ионов в растворе строгим математическим образом. Кроме того, Фуосс изучал растворы полиэлектролитов, его формулировка о свойствах этих полимеров стала начальной точкой для теоретических и экспериментальных работ по белкам.

## Биография
Раймонд Метью Фуосс родился в Белвуде (шт. Пенсильвания, США) в семье Иакова Фуосса и Берди Циммерман Фуосс. После окончания школы в городе Алтуне поступил в Гарвардский университет в 1922 году, где его главным увлечением была органическая химия. Благодаря профессору Дж. С. Форбсу он развил интерес и к электрохимии, работая у него частным лаборантом во время последних каникул. Электрохимической тематике были посвящены две первые работы Фуосса: одна рассматривала потенциалы окисления и равновесия в системе хлора, йода, соляной кислоты и воды , другая – реакцию брома и хлорид-иона в соляной кислоте. Фуосс окончил Гарвард с отличным дипломом в 1925 году, завершив четырехлетнюю учебную программу за три года.
Получив стипендию Шелдона, Р. М. Фуосс продолжил обучение в Мюнхенском университете (1925-1926 гг.) под руководством Виланда Г. О., изучая структуру желчных кислот. Однако вскоре он оставил эти работы в пользу физической химии. Этому способствовали также лекции К. Фаянса по термодинамике, которые он посещал в Мюнхене.
В 1927 году Р. М. Фуосс проработал один семестр научным сотрудником в Гарварде на биологическом факультете, а затем химиком-консалтером в фирме Skinner, Sherman and Esselen  Inc. в Бостоне. В сентябре 1930 г. он поступил в Брауновский университет, благодаря деньгам, полученным от репетиторства и консалтинга. Заинтересовавшись теорией Дебая (1923 г.), Фуосс под руководством профессора Ч. А. Крауса начал свою дипломную работу, посвященную проводимости электролитов в различных растворителях. Так, например, были изучены свойства жидкого аммиака и жидкого циановодорода. Научившись подбирать правильный растворитель, Фуосс собрал подробный материал о зависимости проводимости от диэлектрической проницаемости, вязкости и температуры.
В 1932 г. научным руководителем Фуосса становится Ларс Онсагер. Фуосс посещал его лекции в Брауне. Под его руководством он защищает свою докторскую диссертацию (1932), посвященную свойствам электролитов в неводных растворителях. Вместе с Л. Онсагером они изучали необратимые процессы в растворах электролитов. Их товарищество продлилось более 35 лет.
Специально для Фуосса профессором Краусом были созданы две новые должности: преподавателя-исследователя и ассистент-профессора по исследованиям. Продолжая своё образование, Фуосс стал набираться опыта у ведущих ученых в области квантовой и статистической механики, таких как А. Зоммерфельд, В. Паули, П. Дебай, М. Вейн и Р. Г. Фаулер.
В 1935 году Р. М. Фуосс был удостоен награды Американского химического общества в области чистой химии. В этом же году он начал работать в научно-исследовательской лаборатории в «Дженерал Электрик», а в «1936 г. Фуосс вступил в её постоянный штат. Работая в Дженерал Электрик», ученый мог продолжить развитие своих исследований, несмотря на кризисную обстановку в стране в период Великой депрессии.
Годы времен Второй мировой войны были посвящены изучению секретных научно-исследовательских тем. В 1945 г. Фуосс вернулся в академические исследования в Йельском университете и возобновил преподавательскую деятельность, получив должность первого Стерлингского профессора, а кафедра химии стала при нем лучшей в стране по изучению электролитов, полимеров и статистической механики.
Фуосс стал заниматься новыми исследованиями в области полиэлектролитов, используя свои знания об электролитах и полимерах. Одновременно он работал химиком-консалтером в компаниях DuPont, Monsanto, California Research Corporation и Arthur D. Little.
В 1951 году Фуосс стал членом Национальной академии наук.

## Научная деятельность

### Электрическая проводимость растворов
Изучая электрическую проводимость растворов, Фуосс рассмотрел её с позиции электростатических взаимодействий между ионами. В таком растворе вязкость растворителя принимает макроскопические значения, а диэлектрическая проницаемость - микроскопические; сам растворитель является непрерывной средой.
Электрическая проводимость была измерена для органических и неорганических солей в чистых и смешанных растворителях. Выдвинутая Р. М. Фуоссом теория о достижении наиболее точных результатов в случае необратимых процессов подтверждалась экспериментами. Основной задачей Фуосс поставил выявление параметров, влияющих на проводимость. Для приготовления смесей с непрерывно меняющимися физическими свойствами он использовал  электролиты различной силы, содержащие ионы разных размеров и форм. Применяющиеся при этом растворители отличались высокой чистотой, а их диэлектрическая проницаемость и вязкость варьировалась от низких значений до высоких. Точность измеряемых параметров достигала десятых и сотых долей. Эксперимент строго контролировался: устранялись все побочные эффекты, нарушающие стабильность системы, и избегалось перегревание.
Помимо экспериментов, Р. М. Фуосс особое внимание уделял теоретической работе. Так, он продолжил развивать теорию Дебая-Хюккеля-Онсагера, изучал слабые электролиты, а также электростатические силы в растворе между его частицами. Кроме того, он пытался усовершенствовать уравнение проводимости и более точно оценить некоторые константы (предельной проводимости Λо и ассоциации КА).
Таким образом, Фуосс занимался двумя видами исследований: экспериментальными и теоретическими.

### Исследование полимеров
Р. М. Фуосс внес огромный вклад в развитие химии полимеров. Начав работу в 1935 г., он добился хорошей воспроизводимости результатов в своих экспериментах. В проводимых опытах Фуосс пытался избежать возникновения поверхностных эффектов и тщательно следил за ионным составом используемых полимеров. В результате ученый обнаружил, что диэлектрические свойства полярных полимеров зависят от природы полярных групп, содержащихся в этом полимере, концентрации пластификатора и размеров и форм составляющих его молекул. Также было рассмотрено влияние на полярные полимеры переменного внешнего электрического поля.

### Исследование полиэлектролитов
Работу по исследованию полиэлектролитов Р. М. Фуосс проводил в Йельском университете. В своих экспериментах Фуосс измерял свойства полиэлектролитов в чистых и содержащих простые электролиты растворителях. Используя молекулярную модель, он показал, что структура полимера определяется меж- и внутримолекулярными электростатическими взаимодействиями. Ученый выяснил, что параметры растворов полиэлектролитов, такие как вязкость и электропроводность, зависят от концентрации растворенного вещества, а также от конформации полимерной цепи, которая может изменяться в результате отталкивания расположенных на ней одноименных зарядов. В дальнейшем стали решатся задачи по применению результатов исследования полиэлектролитов к схожим по свойствам белкам и мембранам. Исследования 1950-х годов привели к появлению новых теоретических и экспериментальных данных о свойствах симметричных электролитов в различных растворителях.
Совместно с Л. Онсагером Фуосс занялся развитием теории Дебая-Хюккеля. Исследования проводились в специально построенной Фуоссом и его учениками лаборатории электропроводности, а анализ данных делался в компьютерном центре Йельского университета. В своих расчетах ученый смог обойтись без допущения об ионной ассоциации электролитов в растворителях с низкой диэлектрической проницаемостью, сохранив при этом более высокий порядок. В уравнении электропроводности в выражениях для ионной ассоциации и в одном гидродинамическом выражении появлялся новый параметр, ионный радиус ao. Предполагалось, что значения ионного радиуса и гидродинамического радиуса должны получаться равными в этих выражениях, однако это не выходило для растворителей с низкой диэлектрической проницаемостью. Таким образом, новая теория не смогла решить всех проблем. Решению этих задач Фуосс посвятил оставшуюся часть своей  карьеры.
Р. М. Фуосс продолжил свою работу по изучению электролитов и после ухода из Йельского университета в 1974 г.

## Публикации
За свою жизнь Фуосс сделал огромное количество публикаций, научных работ и обзоров. Множество публикаций были сделаны совместно с такими выдающимися учёными, как Дж. С. Форбс, Э. Ланге, Л. Онсагер, Ч. А. Краус, Дж. Г. Кирквуд, Ф. Аккасина и др.
Среди известных журналов, в которых публиковались работы Фуосса, можно выделить следующие:
- Journal of the American Chemical Society[англ.]
- Journal of Chemical Physics
- Journal of the Chemical Society, Faraday Transactions[англ.]
- Chemical Reviews[англ.]
- Journal of the Electrochemical Society[англ.]
- Annals of the New York Academy of Sciences[англ.]
- Journal of Polymer Science[англ.]
- Proceedings of the National Academy of Sciences of the United States of America
- Pure and Applied Chemistry

Первые публикации Фуосса появились во время учёбы в Гарварде в 1925 и 1927 гг.
Исследовательская работа в Мюнхене привела к созданию всего лишь одной публикации, вышедшей в 1926 году и описывающей концентрационную зависимость теплоты осаждения хлорида серебра.
Обучение в Брауне способствовало появлению более тридцати публикаций, посвященных свойствам растворов электролитов. Некоторые статьи опубликовались уже после завершения обучения ученым. В статьях обсуждались результаты как проведенных экспериментов, так и теоретических исследований.
Работа, проделанная до начала Второй мировой войны, привела к появлению двадцати шести статей об электрических свойствах твердых тел.
В целом, исследованию электролитов Фуосс посвятил более восьмидесяти научных и обзорных статей, описывающих все стороны электрической проводимости. Много работ было посвящено проводимости симметричных электролитов.
Кроме того, в 1959 году Фуосс написал книгу «Проводимость электролитов».
Последние публикации Фуосса были сделаны в период между 1974 и 1980 гг., было опубликовано более двадцати статей в известных журналах.
Помимо научных публикаций, Фуосс написал биографию Теодора Шидловского, американского химика родом из России, члена Национальной академии наук, занимающегося работой по применению электрохимии в жизненно важных процессах и живых клетках.

## Личность
Р. М. Фуосс был выдающимся учёным во многих научных областях: физической химии, органической химии, механике сплошных сред, математике и др. Занимаясь как экспериментальной, так и теоретической работой, он внёс огромный вклад в развитие современной науки. Фуосс отличался активным, сильным и целеустремленным характером. Свои исследования он выполнял с максимальным профессионализмом, стремясь к наибольшей точности и получению качественных результатов. Знакомые ученого признавали его энтузиазм, трудолюбие, старательность и неизменную преданность науке.
Раймонд Фуосс любил заниматься преподавательской деятельностью. Он читал лекции по математике для бакалавров самых различных специальностей, а также преподавал первый семестр квантовой механики для физикохимиков. У ученого была своя исследовательская группа, каждый участник в которой имел определенный проект. К своим ученикам он был требователен, строг и беспристрастен, но, в то же время, справедлив. При Фуоссе обучение на доктора наук занимало три-четыре года, хотя сам ученый получил свою степень за два года. Большинство воспитанников ученого посвятили себя научной и исследовательской деятельности.
Следует отметить, что Р. М, Фуосс отрицательно относился  к налогам и был приверженцем консерватизма.

## Семья
Р. М. Фуосс был в браке дважды. В 1927 году он женился на Роуз Элизабет Харрингтон; сын Раймонд Метью-младший умер двух дней от роду; дочь Патрисия Роуз родилась в 1935 г.
Вторая жена Анна (урожд. Штейн), на которой он женился в 1947 г., отличалась приветливым и лёгким характером; её кончина в 1979 г. была серьёзным ударом для учёного.

## Интересные факты
- Фуосс прекрасно владел языками. Его увлечение лингвистикой началось с изучения немецкого языка в Гарварде. Всего он знал 12 языков. Посещая новую страну, он старался изучить её язык. Благодаря своему увлечению Фуосс проводил лекции на других языках во многих иностранных университетах: Парижском университете, Римском университете, университете Палермо, в Турции в техническом университете, институте Вейцмана и Еврейском университете.
- Несмотря на поступление в Йельский университет, Фуосс оставался приверженцем Гарварда, для чего он вступил в Гарвардский клуб в Нью-Хейвене.